# 贵州泡花树
贵州泡花树（学名：Meliosma henryi）为清风藤科泡花树属下的一个种。